# Чуфилово
Чуфилово — село в Клепиковском районе Рязанской области России. Входит в состав Уткинского сельского поселения.

## География
Село находится в северной части Рязанской области, в зоне хвойно-широколиственных лесов, в пределах Мещёрской низменности, на правом берегу реки Нарма, при автодороге 61Н-219, на расстоянии примерно 28 км (по прямой) к юго-востоку от города Спас-Клепики, административного центра района. Абсолютная высота — 109 м над уровнем моря.

### Климат
Климат характеризуется как умеренно континентальный, с тёплым летом и умеренно холодной снежной зимой. Средняя температура воздуха самого холодного месяца (января) — −11,5 °C (абсолютный минимум — −42 °C); самого тёплого месяца (июля) — 19 °C. Безморозный период длится около 140 дней. Среднегодовое количество осадков — 500 мм, из которых большая часть выпадает в тёплый период. Снежный покров держится в течение 135—145 дней.

### Часовой пояс
Село Чуфилово, как и вся [язанская область, находится в часовой зоне МСК (московское время). Смещение применяемого времени относительно UTC составляет +3:00.

## Население
| 1859 | 1897 | 1906  | 2010 |
| ---- | ---- | ----- | ---- |
| 527  | ↗923 | ↗1095 | ↘16  |

### Национальный состав
Согласно результатам переписи 2002 года, в национальной структуре населения русские составляли 92 % из 50 чел.

## Известные уроженцы
- Гаврилов, Александр Григорьевич (1927—2008) — советский хозяйственный деятель, Герой Социалистического Труда.
- Щетинкин, Пётр Ефимович (1885—1927) — один из руководителей советского партизанского движения Сибири во время Гражданской войны.